# Сан-П'єтро-аль-Натізоне
Сан-П'єтро-аль-Натізоне (італ. San Pietro al Natisone) — муніципалітет в Італії, у регіоні Фріулі-Венеція-Джулія,  провінція Удіне.
Сан-П'єтро-аль-Натізоне розташований на відстані близько 480 км на північ від Рима, 65 км на північний захід від Трієста, 21 км на схід від Удіне.
Населення — 2213 осіб (2014).

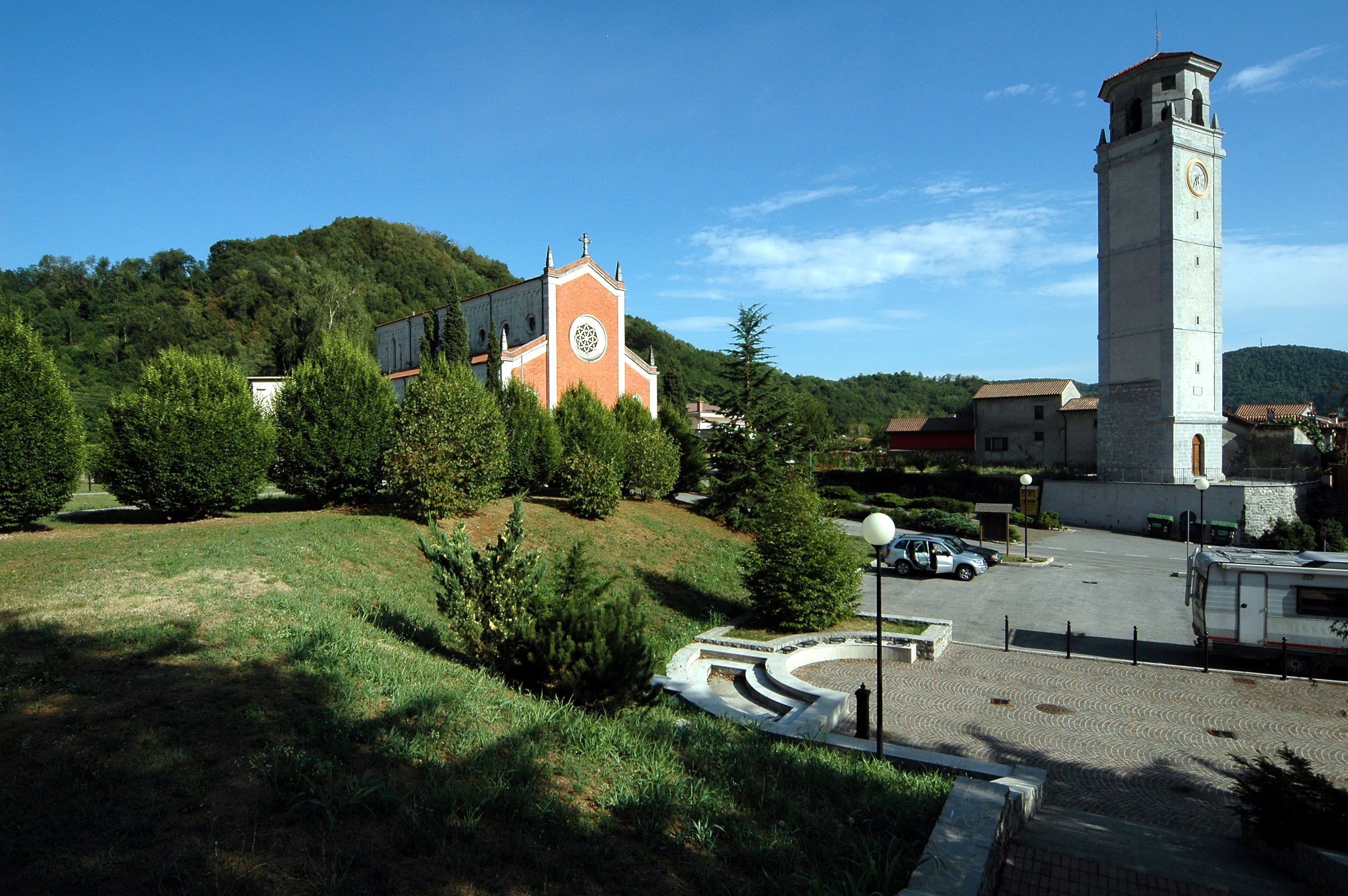

Щорічний фестиваль відбувається 29 червня. Покровитель — Петро (апостол).

## Демографія
Населення за роками:

Станом на 1 січня 2023 року в муніципалітеті офіційно проживало 113 іноземців з 26 країн, серед них 54 громадяни країн Євросоюзу та 5 громадян України.

## Сусідні муніципалітети
- Чивідале-дель-Фріулі
- Препотто
- Пульферо
- Сан-Леонардо
- Савонья
- Торреано